# Charmois (Meurthe-et-Moselle)
Charmois is een gemeente in het Franse departement Meurthe-et-Moselle in de regio Grand Est en telt 183 inwoners (1999). De plaats maakt deel uit van het arrondissement Lunéville.

## Geografie
De oppervlakte van Charmois bedraagt 5,4 km², de bevolkingsdichtheid is 33,9 inwoners per km².
De onderstaande kaart toont de ligging van Charmois (Meurthe-et-Moselle) met de belangrijkste infrastructuur en aangrenzende gemeenten.

## Demografie
Onderstaande figuur toont het verloop van het inwonertal (bron: INSEE-tellingen).